# Chiesa di Sant'Antonio da Padova (Tempio Pausania)
La chiesa di Sant'Antonio da Padova è un edificio religioso situato a Tempio Pausania, centro abitato della Gallura, nella Sardegna nord-orientale. È consacrata al culto cattolico e fa parte della  diocesi di Tempio-Ampurias.
Da quanto riportato su una lapide situata vicino all'altare, la chiesa venne costruita propriis expensis da Andrea Serafino Pes Garruccio nel 1657.  Venne quindi ampliata durante il 1788.